# Harplinge-Steninge församling
Harplinge-Steninge församling är en församling i Halmstads och Laholms kontrakt i Göteborgs stift. Församlingen ligger i Halmstads kommun i Hallands län och utgör ett eget pastorat.

## Administrativ historik
Församlingen bildades 1 januari 2022 av Harplinge och Steninge församlingar som före samgåendet bildade ett gemensamt pastorat, (Harplinge-Steninge pastorat). Den nybildade församlingen bildar ett eget pastorat.

## Kyrkor
- Harplinge kyrka
- Steninge kyrka